# Nokia 3
Nokia 3 — смартфон на Android, розроблений компанією HMD Global під брендом Nokia. Був представлений на MWC 2017 26 лютого 2017 року разом з Nokia 5 та глобальною версією Nokia 6. 19 травня 2017 року HMD Global оголосила старт продажів Nokia 3 в Україні.

## Дизайн
Екран смартфону виконаний зі скла Corning Gorilla Glass 3. Задня панель виконана з пластику. Рамка виконана з алюмінію.
Знизу розміщені роз'єм microUSB, динамік та мікрофон. Зверху розташовані 3.5 мм аудіороз'єм та другий мікрофон. З лівого боку смартфона розташовані слоти під 2 SIM-картки і карту пам'яті формату microSD до 128 ГБ. З правого боку розміщені кнопки регулювання гучності та кнопка блокування смартфону.
В Україні Nokia 3 продавався в 4 кольорах: сріблясто-білому, матовому чорному, індиго та мідно-білому.

## Технічні характеристики

### Платформа
Смартфон отримав процесор MediaTek MT6737 та графічний процесор Mali-T720MP1.

### Батарея
Смартфон отримав батарею об'ємом 2630 мА·год.

### Камера
Смартфон отримав основну камеру 8 Мп, f/2.0 з фазовим автофокусом та здатністю запису відео в роздільній здатності 720p@30fps. Фронтальна камера отримала роздільність 8 Мп, світлосилу f/2.0 та здатність запису в роздільній здатності 720p@30fps.

### Екран
Екран IPS LCD, 5.0", HD (1280 × 720) зі співвідношенням сторін 16:9 та щільністю пікселів 294 ppi.

### Пам'ять
Смартфон продавався в комплектації 2/16 ГБ.

### Програмне забезпечення
Nokia 3 був випущений на Android 7.0 Nougat. Був оновлений до Android 9 Pie.

## Рецензції
Оглядач з інформаційного порталу ITC.ua поставив Nokia 3 3.5 бали з 5. До мінусів він відніс швидкість роботи, стабальність ПЗ та відстутність сканера відбитків пальців. До плюсів оглядач відніс дизайн, дисплей, онсовну камеру та чистий Android 7.0. У висновку він сказав, що смартфон вийшов симпатичним пристроєм з «нормальними камерами, звичайним часом роботи та непоганим екраном.» але за його ціну в 4300 грн. його головним недоліком є нестабільність системи.
Оглядач з інформаційного сайту НВ поставив Nokia 3 5 балів з 10. Оглядач розкритикував смартфон за слабку потужність, нестабільну роботу та фронтальну камеру, але похвалив за непоганий дислпей, основну камеру та дизайн.